# Højby Sogn (Odsherred Kommune)
Højby Sogn ist eine Kirchspielsgemeinde (dän.: Sogn) auf der dänischen Insel Seeland.
Bis 1970 gehörte sie zur Harde Ods Herred im damaligen Holbæk Amt, danach zur Trundholm Kommune im Vestsjællands Amt, die wiederum im Zuge der Kommunalreform zum 1. Januar 2007 in der Odsherred Kommune in der Region Sjælland aufgegangen ist.

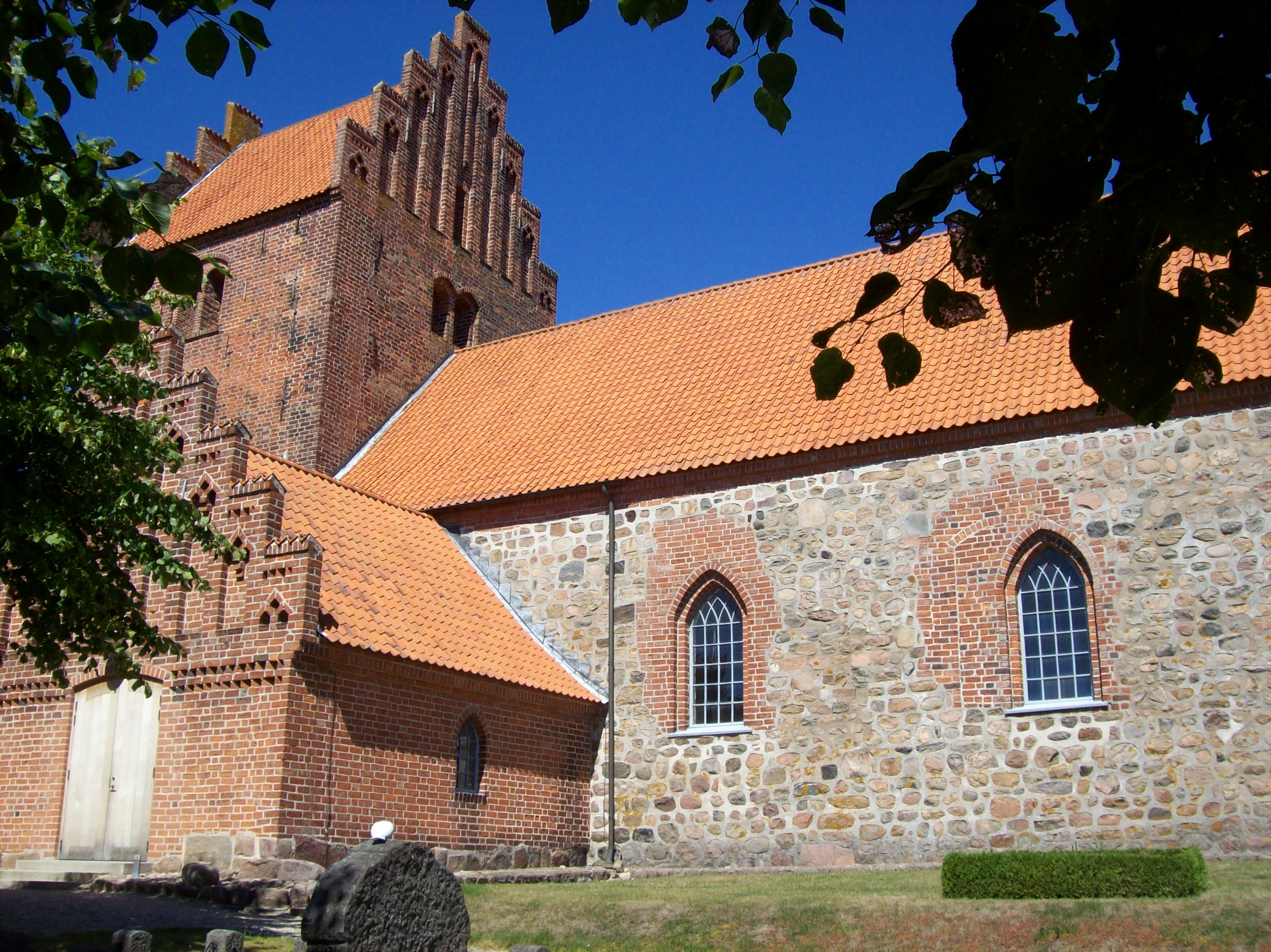
Kirche von Højby mit Staffelgiebeln

Am 1. Januar 2023 lebten im Kirchspiel 3315 Einwohner, davon 1409 im Kirchdorf Højby, weniger als 200 in der Ortschaft Klint, 0 in der Ortschaft Klintehuse und 0 in der Ortschaft Stårup.
Im Kirchspiel liegt die Kirche „Højby Kirke“. Der ehemalige Kirchenbezirk „Lumsås Kirkedistrikt“, der im Nordwesten auf dem Gebiet des Kirchspiels lag, wurde am 1. Oktober 2010 als Lumsås Sogn eigenständig.
Nachbargemeinden sind im Osten Nykøbing Sj Sogn, im Südosten Nørre Asmindrup Sogn, im Südwesten Vig Sogn und im Nordwesten Lumsås Sogn. Westlich und nördlich grenzt das Kirchspiel an die Ostsee.